# Копанка (Смоленская область)
Копанка — деревня в Смоленском районе Смоленской области России. Входит в состав Талашкинского сельского поселения. Население — 17 жителей (2007 год). 
Расположена в западной части области в 16 км к югу от Смоленска, в 10 км западнее автодороги А141 Орёл — Витебск. В 16 км северо-восточнее деревни расположена железнодорожная станция Тычинино на линии Смоленск — Рославль. 

## История
В годы Великой Отечественной войны деревня была оккупирована гитлеровскими войсками в июле 1941 года, освобождена в сентябре 1943 года. 